# František Franke
František Franke (* 24. května 1954) je bývalý český fotbalista, obránce. Po skončení aktivní kariéry se stal asistentem trenéra u A-týmu FK Teplice.

## Fotbalová kariéra
Odchovanec Avie Čakovice. V československé liza hrál za TJ Sklo Union Teplice. Nastoupil ve 127 ligových utkáních a dal 1 ligový gól. Byl členem juniorských reprezentačních výběrů. V roce 1978 nastoupil jednou za olympijský tým. Spolehlivý a zodpovědný střední obránce, s Františkem Weigendem vytvořili kvalitní stoperskou dvojici.

## Ligová bilance
| Ročník                                   | Zápasy | Góly | Minuty | Klub          |
| ---------------------------------------- | ------ | ---- | ------ | ------------- |
| 1. československá fotbalová liga 1975/76 | 28     | 0    | 2379   | TJ SU Teplice |
| 1. československá fotbalová liga 1976/77 | 29     | 0    | 2610   | TJ SU Teplice |
| 1. československá fotbalová liga 1977/78 | 30     | 1    | 2700   | TJ SU Teplice |
| 1. československá fotbalová liga 1978/79 | 17     | 0    | 1455   | TJ SU Teplice |
| Česká národní fotbalová liga 1979/80     | -      | -    | -      | TJ SU Teplice |
| Česká národní fotbalová liga 1980/81     | -      | -    | -      | TJ SU Teplice |
| Česká národní fotbalová liga 1981/82     | 28     | 0    | -      | TJ SU Teplice |
| Česká národní fotbalová liga 1982/83     | 29     | 2    | -      | TJ SU Teplice |
| 1. československá fotbalová liga 1983/84 | 23     | 0    | 2043   | TJ SU Teplice |
| Česká národní fotbalová liga 1984/85     | 28     | 2    | -      | TJ SU Teplice |
| Česká národní fotbalová liga 1985/86     | 21     | 1    | -      | TJ SU Teplice |
| Česká národní fotbalová liga 1986/87     | 27     | 3    | -      | TJ SU Teplice |
| Česká národní fotbalová liga 1987/88     | 23     | 0    | -      | TJ SU Teplice |
| Česká národní fotbalová liga 1988/89     | 21     | 1    | -      | TJ SU Teplice |
| CELKEM                                   | 127    | 1    | 11 185 |               |